# Насутион, Закария
Х. Закария Насутион (индон. Zakaria Nasution; род. 15 мая 1944, Медан) — индонезийский пловец и ватерполист. Участник летних Олимпийских игр 1960 года, бронзовый призёр летних Азиатских игр 1970 года.

## Биография
Закария Насутион родился 15 мая 1944 года в городе Медан в Нидерландской Ост-Индии (сейчас Индонезия).
В 1960 году вошёл в состав сборной Индонезии на летних Олимпийских играх в Риме. На дистанции 400 метров вольным стилем занял в квалификации 34-е место, показав результат 4 минуты 54,0 секунды и уступив 27,3 секунды худшему из попавших в финал Макото Фукуи из Японии. На дистанции 1500 метров вольным стилем показал в квалификации 22-й результат — 19.18,6, уступив 1 минуту 23,8 секунды худшему из попавших в финал Ричарду Кэмпиону из Великобритании.
Выступал за сборную Индонезии по водному поло.
В 1970 году завоевал бронзовую медаль ватерпольного турнира летних Азиатских игр в Бангкоке.
Был основателем клуба плавания «Акванус» в Джакарте.